# 圣于尼亚克
圣于尼亚克（法語：Saint-Uniac，法語發音：[sɛ̃.t‿ynjak]）是法国伊勒-维莱讷省的一个市镇，位于该省西部，属于雷恩区。

## 地理
圣于尼亚克（48°10'23"N, 2°1'43"W）面积6.89 平方千米，位于法国布列塔尼大區伊勒-维莱讷省，该省份为法国西北部沿海省份，位于布列塔尼半岛东部，北濒大西洋，西接阿摩尔滨海省和莫尔比昂省，南至大西洋卢瓦尔省，西南端接曼恩-卢瓦尔省，东临马耶讷省，东北与芒什省接壤。
与圣于尼亚克接壤的市镇（或旧市镇、城区）包括：布瓦热维利、伊方迪克、布列塔尼地区蒙托邦。

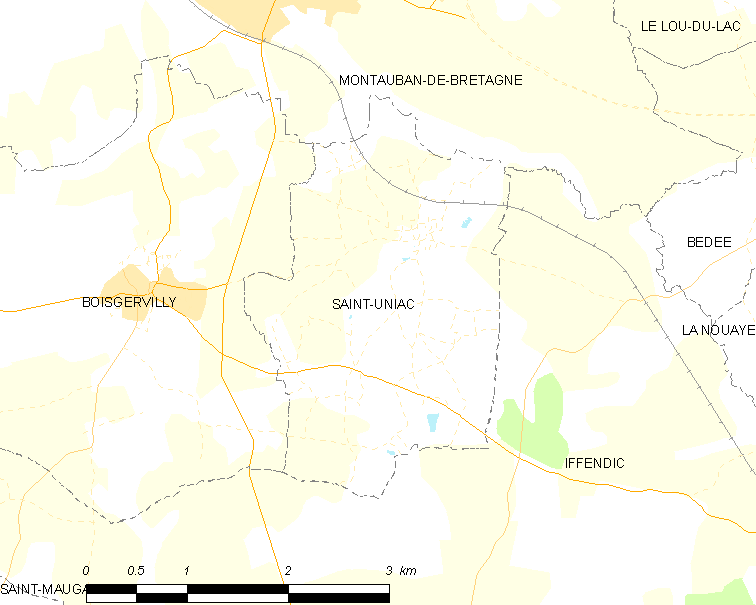
圣于尼亚克的OSM定位图

圣于尼亚克的时区为UTC+01:00、UTC+02:00（夏令时）。

## 行政
圣于尼亚克的邮政编码为35360，INSEE市镇编码为35320。

## 政治
圣于尼亚克所属的省级选区为布列塔尼地区蒙托邦县。

## 人口

1962-2008年间圣于尼亚克人口变化图示

圣于尼亚克于2022年1月1日时的人口数量为512人。